# Epiphragma farri
Epiphragma farri är en tvåvingeart som beskrevs av Alexander 1951. Epiphragma farri ingår i släktet Epiphragma och familjen småharkrankar.
Artens utbredningsområde är Guatemala. Inga underarter finns listade i Catalogue of Life.